# CLOSERS角色列表
CLOSERS角色列表
各角色日文配音從左至右為SEGA時期／HappyTuk時期／NaddicJapan時期

## Black Lamb 黑羊小隊
李世河（이세하，Lee Seha）
聲：（韓）李卿兌；（日）島﨑信長／逢坂良太／森嶋秀太；（台）宋昱璁
生日：6月3日
年齡：18歲
職業：劍士（Striker）
世河的母親「阿爾法女王」徐智秀是終結第一次次元戰爭的傳奇封印者，身為其後代的世河自然在備受期待的環境下長大，但世河卻開始對封印者的訓練感到厭煩，讓他只想要平凡的生活，加入「黑羊計劃」也是因為母親的要求無法拒絕。對他來說，「黑羊小隊」的活動就好像是補習一樣無聊的東西。
世河擅長利用次元力引發瞬間爆炸，是一名衝鋒陷陣的封印者，所擁有的潛在實力讓他被視為「黑羊」中的未來之星，然而，因為沒有充分練習，世河並不能發揮全部能力，而他對自己的潛力也沒什麼興趣。他的最愛是玩電動遊戲，是個遊戲機不離手的典型重度遊戲迷。對他來說，遊戲世界是他逃避現實壓力的天堂。
因為有著天賦常人的能力，李世河常被受到過度的期待而感到壓力與困擾，對於各式各樣的任務也都顯得興緻缺缺。UNION組織為他提供了成為「正式特工」的評選，對世河而言，或許最艱難的並不是考驗本身，而是自身的心境及抉擇。在通過正式特工考試後，他終於克服了壓抑已久的心境，接受了他與生俱來的天賦以及資質，面對新的評選審考，李世河在一次的突破自己，擺脫以往壓抑的心境，成為獨當一面的特工。
李雪菲（이슬비，Lee Seulbi）
聲：（韓）禹貞新；（日）悠木碧／五十嵐裕美／夜道雪
生日：4月30日
年齡：（韓）18歲；（日）16歲
職業：魔法師（Caster）
在Union的「早期培訓」中脫穎而出的少女。第一次次元戰爭奪走了她的父母，Union撫養她長大。雪菲擅長用次元力操縱物體進行戰鬥，是一位法師般的封印者。雪菲天賦不高，但是一個努力家。刻苦的練習使她能嫻熟地控制自己的力量，更被委任「黑羊」小隊的隊長。嚴謹認真的她，與敷衍了事的李世河是一對冤家。在與隊員的相處之間，漸漸的讓雪菲產生迷惘，擔任領導者的她，不斷思考著是否不應該以復仇為目標的心態率領眾人，突如其來的「正式特工」考試擔心自己是否能戰勝矛盾成為一名優秀的隊長，以及面對來自不同身分背景的隊員們，當初雪菲總是以不苟言笑的態度以及嚴苛的價值觀領導著大家，這讓小隊的成員們不僅產生了反感，也讓小隊的凝聚力有如一盤散沙，但隨著與大家的相處與成長，她發現帶著復仇之心執行任務並不會為世界的和平帶來更多的發展，於是李雪菲的心境開始有了轉變，並決定用正面積極的心態去執行每個任務。面對即將來臨的菁英特工的考核，雪菲發揮以往的實力，順利通過了審考。
徐維莉（서유리，Seo Yuri）
聲：（韓）朴善英；（日）東山奈央／本渡楓／野口瑠璃子；（台）李昀晴
生日：5月17日
年齡：18歲
職業：遊俠（Ranger）
在成為封印者之前已是一位劍道達人。初中時，她用掃把打跑了一群不良少年，因此受邀加入校劍道部，並在一次比賽中覺醒了次元力。刀槍並用的她是一位身法利落的封印者。另一方面，維莉開朗樂觀的性格也活躍了小隊的氣氛，小隊成員們都將她視作隊中不可或缺的一位成員。
家庭十分圓滿，父母健在、也有許多兄弟姊妹，但經濟並不好。而維莉原本想倚靠每年劍道比賽的獎金供家裡過上好日子，但因為次元力覺醒而無法參賽，為了拿到公務人員「鐵飯碗」，徐維莉成為了小隊中最渴望晉升正職的隊員。
由於組織所授予的任務比想像中還要艱難，也沒有非常明確。面對接踵而來的任務，深怕自己無法勝任的徐維莉，開始有了逃避的心態。如今Union組織提供了「正式特工」的考試機會。成為公務員的大好機會就在眼前，但是這對徐維莉來說，卻是面對艱難抉擇的時刻。
J
聲：（韓）金煥鎭；（日）杉田智和／高橋英則／成澤卓
生日：11月22日
年齡：不詳
職業：格鬥家（Fighter）
J參與過第一次次元戰爭，外號「阿爾法騎士」，於全盛期曾一人擋下如泉湧般進攻釜山的次元獸群。與李世河的母親，徐智秀、紅狼小隊的訓練官均曾是「群狼小隊」的成員。退役後被Union強行進行人體實驗，導致他的身體罹患多項不治之症，且身體各項機能均遠不如從前，日常生活必須倚賴大量藥物。在他退休之後，所有有關他的資料全被Union組織的高層刪除，「J」這個名字只是個代號。戰力大不如前的J，仍憑藉多年積累的戰鬥經驗和自創的次元力應用法為「黑羊」戰鬥著。J的拿手武器就是他的一對鐵拳。為了彌補戰力損失，在戰鬥中服用各類「次元力增幅劑」也成為了J的招牌動作。雖然嗜好保健品、滿口冷笑話的J被隊友們看做奇怪的大叔，但他豐富的實戰經驗，讓他成為小隊裡最可靠的前輩。J在一次惡夢想起當時第一次次元戰爭的事情，對於參與戰爭已經感到厭煩，但最後卻還是回到了戰場。他希望在正式特工考試中戰勝過去，找回另一個自我。
米斯特汀（미스틸테인，Misteltein）
聲：（韓）安賢書（日）津田美波／高田憂希／鈴代紗弓
生日：10月31日
年齡：13歲
職業：槍兵（Lancer）
UNION的「次元獸神器適性」實驗「神槍」的實驗人造人，是個「可愛的男孩子」。他的武器是比自己還大的長槍，嬌小的他有著強大的戰鬥力。米斯特汀在還不會說話的時候，就已顯現出驚人的次元力，並被視為「次世代的新星」。最終，他在Union德國支部以第一的成績畢業。不過，即使身為天才，他也還是個孩子。在日常生活中，米斯特汀常常展現出旺盛的好奇心以及天真爛漫的一面。
伊莉雅
聲：（韓）（日）無／無／佐藤日向
生日：1月23日
年齡：17歲
職業：偶像（IDOL）
黑羊小隊新隊員。

## Wolf Dogs 紅狼小隊
納塔（나타，Nata）
聲：（韓）崔乘勛；（日）岡本信彥／西山宏太朗／梶田大嗣（台）何志威
生日：7月16日
年齡：18歲
職業：獵人（Hunter）
在第一次次元戰爭失去雙親，被 UNION 組織以訓練的名義，送到實驗室進行殘酷的次元力增幅改造，在地獄般的實驗基地裡，被迫與其他實驗對象互相殘殺，當納塔13歲時，UNION組織為了掩埋所有非法實驗記錄，命令封印者們摧毀實驗室，且排除所有實驗對象。實力強悍且頑強抵抗的納塔，也因此被 UNION 組織相中而保留活口，並被 UNION 組織定位成殺手，從事各種殘酷的秘密任務，直到一日，渴望自由的納塔親手制裁他的長官，因此組織下令將他處死，但帕切斯以大量的財力將納塔買下來，並被併入紅狼小隊，加入紅狼小隊的納塔享受與強敵作戰快感，他經常無法控制自己的情緒，一旦興奮起來就瘋狂地衝向敵人。但在他內心中非常憎恨控制自己的帕切斯，發誓總有一天要殺死所有利用過自己的人，重新獲得自由。
蕾比雅（레비아，Levia）
聲：（韓）李伯熙；（日）茅野愛衣／小澤亞李／浦丸
生日：6月6日
年齡：13歲（以破卵後開始計算）
職業：女巫（Witch）
由次元獸軍團「龍之軍團」前代的「龍」遺留在人類次元的卵成功在UNION組織研究室孵化後誕生。雖然生為次元獸卻有近似人類的外形，並且擁有遠超人類的次元能量，UNION組織擔心無法掌控這樣的巨大力量，決定處決她。為了保護年幼的她，其父母(也就是孵育她的研究員)遭到殘酷的處決。親眼目睹這幕慘劇，她再也無法控制憤怒的情緒，體內的次元能量開始爆走。造成機構的毀滅，以及多名研究員的喪生。
當她冷靜時，看見滿地的死傷以及雙親的屍體，令她再次崩潰，她認為一切的罪孽，只有一死才能償還，此時UNION組織也再度發出狙殺的指令，但帕切斯旗下特殊作戰部隊「紅狼小隊」伸出了援手，與UNION組織談判後，讓她成為了紅狼小隊的新成員，並賦予她名字 - 蕾比雅 (Levia)。
哈比（하피，Harpy）
聲：（韓）全淑京；（日）嶋村侑／桑原由氣／Mieno Houki
生日：12月13日
年齡：22歲
職業：怪盜（Rogue）
5年前，一個富豪從他人手中收到一張匿名的犯罪預告卡片，卡片上提到舞會皇后將會把你最珍藏、最名貴的畫作偷走。這個富豪竭盡全力號召各大專業防盜人士一同協防，但舞會皇后仍然以矯捷的身手悄悄進入富豪家中偷走名畫，並且像微風一樣消失於無形。
喜歡偷盜的刺激感，並將偷盜的物品分給貧民區的人，因此被譽為貧民區的英雄，傳說中的怪盜 「舞會皇后」，然而3年前，哈比喬裝成研究人員進入帕切斯的研究設施中，偷取了最高機密文件！因此觸怒了帕切斯組織，便發布通緝令追捕哈比。儘管哈比身手矯捷，但仍然被帕切斯抓住，帕切斯認為哈比已經知道的最高機密不能將她交給警方，因此帕切斯將她洗腦並編入紅狼小隊中。在經過帕切斯徹底的洗腦後，她成為狼隊監察官柯蕾亞的影子，完全服從於監察官，時刻監視紅狼小隊隊員以及訓練官的行為，並且定時向監察官報告。
緹娜（티나，Tina）
聲：（韓）文善輝；（日）無／福圓美里／上原明里 （台）連思宇
生日：5月28日
年齡：8年 (改造後的出廠年齡)
職業：兵器（Arms）
能夠使用超能力的機器人。其體中搭載了25%的超能力者的皮膚、內臟及部分大腦，為用封印者遺體所製作的機器人。由於研發後被恐怖組織奪走，多年來，被當做暗殺封印者的機器使用，在UNION追捕她的這半年裡就有 13 個菁英等級的封印者被她所狙殺，更引起組織的高度關切並賦予其代號「惡靈」，UNION 向帕切斯集團提出獵殺「惡靈」的委託，於是紅狼小隊的訓練官便隻身前往獵捕惡靈，最後「惡靈」不惜自爆。帕切斯集團回收後原先計畫是要將她廢棄處理，但在訓練官的提議下最後將她納入紅狼小隊，緹娜的系統重新設定後，在沒有任何指示下稱呼訓練官為「教官」，這個不尋常的舉動讓訓練官感到非常吃驚，同時也讓他回想起從前的回憶，那個會稱呼他為教官的人，有個夢想成為封印者的女孩(後續劇情中確定為遺體主人，因次元獸襲擊在受訓中死去）
薇歐莉特（바이올렛，Violet）
聲：（韓）金延佑；（日） 無／中原麻衣／福山麻希
生日：10月3日
年齡：19歲
職業：女武神（Valkyrie）
研究員之女，但被現任帕切斯社長殺死，後在現任帕切斯社長的全面支援下從12歲起受到菁英教育的她，成長為不輸給普通Closers的強力戰士，能夠一時增強自身肉體能力自在的揮舞著大劍蹂爛敵人，其忠實的執事海德也行影不離的在身旁服侍著，16歲時得知了親生父親死亡的真相，後為達成現任帕切斯社長(養父)的計畫加入旗下的紅狼小隊並擔任隊長，但帕切斯不知道的是，薇歐莉特打算透過用紅狼小隊展開她的復仇計畫，埋葬帕切斯集團以及她的弒父仇人。

## Wild Huter 獵鴞小隊(台版譯為夜梟小隊)
獵鴞分為第1小隊（教官）和第2小隊（學生），沃夫岡&白隸屬第1小隊，露娜、索瑪、賽特隸屬第2小隊。
沃爾夫姜·施奈伊德（Wolfgang Schneider）
聲：（韓）柳承根；（日）無／河西健吾／田所陽向
生日：4月5日
年齡：24歲
職業：御書者（Librarian）
沃夫岡·施奈德是UNION派來支援計畫的成人特工，其定位與黑羊小隊的J相似，也同時兼任獵鴞小隊的教官，以謎樣的封印法典「黑魔寶典」作為主要武器來戰鬥的封印者。
隸屬於「獵鴞小隊」。書中封印的皆是次元獸的邪念以及負面情緒，另外也可從中召喚武器作戰。自身能力也相當不錯，各方面都達到均衡協調。
對於任務出動有豐富經驗，是相當老練的封印者。不過他自身似乎不怎麼對這件事情感到自傲的樣子。
露娜·埃癸斯（Luna Aegis）
聲：（韓）尹雅英；（日）無／黑澤朋世／ 岩崎愛
生日：9月23日
年齡：15歲
職業：埃奎斯（Aegis）
「次元獸神器適應」實驗「神盾」的人造人。
露娜·埃癸斯自出生以來就擁有防禦的超能力，一開始研究蒐集團只給露娜做防禦為主的訓練，但露娜不甘心自己僅僅只是防禦，一直不配合訓練，也導致與盾牌的同步率非常的低。
直到沃夫岡得知這件事情後才想辦法讓露娜拿著盾牌攻擊，一次訓練後發現露娜與盾牌同步率不斷上升，發現露娜對攻擊能力更有才能天賦。
從那一天起蒐集團隊開始給予露娜攻擊訓練，使露娜不僅有防禦能力且還能利用盾牌進行攻擊，成為攻守兼備的特工。
索瑪·阿斯特拉（Soma）
聲：（韓）呂允美；（日）無／洲崎綾／彩月ちさと
生日：3月26日
年齡：15歲
職業：治癒者（Astra）
「次元獸神器適應」實驗「靈藥」的實驗人造人
以雙拐作為攻擊手段的獵鴞小隊特工。平時滿懷笑容的她卻痛恨次元獸，具有華麗連續攻擊與幻化的高超技能，其灌注沉重一擊使次元獸發出慘痛般悲鳴。
現在的索瑪為了成為守護他人笑容的特工而活耀著。
白·溫徹斯特（Bai Winchester）
聲：（韓）尹恩書；（日）無／石川由依／青山吉能
生日：9月9日
年齡：20歲
職業：神秘（Mystic）
白出生於刺殺腐敗執政者的黑暗一族，繼承其家族高超的劍術也掌握「冰之次元力」
但某天因妹妹雪受家族給予高度期望而忌妒，夜晚裡無意將妹妹冰封，事後後悔一時忌妒造成的錯誤，為解救妹妹而加入UNION，並擔任獵鴞第1小隊教官輔助沃夫岡。
賽特·賽赫麥特（Seth Sekhmet）
聲：（韓）李思雅；（日）無／無／新田日和
生日：8月25日
年齡：13歲（安娜17歲）
職業：野獸（Beast）
UNION秘密計畫的人造人實驗中失敗品與次元獸超能兵器靈魂結合的“人造人”，在UNION研究所被不斷進行數次人體實驗，彷彿地獄般痛苦著。
賽特趁研究員不注意而逃離UNION研究所，並展開逃亡之旅……。

## Rattus 嚙鼠小隊
因不屬於Union管轄的眾多小隊中其一，嚙鼠小隊特工晉級審查並不會有Union進行協助工作。
金徹斯（クロウ・スズキ）
聲：（韓）이현；（日）無／無／福間竣兵→山本彬
生日：7月2日
年齡：26歲
職業：無名者（Noname）
隸屬嚙鼠第一分隊隊長
使用兩把手槍和一把散彈槍，猶如銀色的子彈般威嚇著敵人生命的遠距離攻擊型超能力者。在某次事件後失去記憶，被遺棄在風雨交加廢棄島某處。幸好被島嶼的仲介人褚秀智發現，並給他取了一個新名字–金徹斯。至此之後他迎來了新的開始。
未來（ミライ）
聲：（韓）강시현；（日）無／無／愛美
生日：11月2日
年齡：17歲
職業：死神（Reaper）
同隸屬嚙鼠第一分隊隊員
出生在被喻為「廢棄島」，因為覺醒超能力使她免於受到亞巴頓遺留的毒氣影響，但這也使她必須面對暴露毒氣底下死去的居民。縱使未來懷疑自己就是奪取他人生命的主因，她也沒有自怨自艾，她背負強烈的責任感，決定守護那些等待死亡的人們。因此她像死神一樣揮舞著大鐮刀除去那些擾亂人民安寧的次元獸，並希望能為所有死去的生命迎來舒適的安息。
銀河（シズク・ホシノ）
聲：（韓）원에스더；（日）無／無／富田美憂
生日：4月12日
年齡：18歲
職業：刀俠（Knives）
隸屬嚙鼠第二分隊隊員
原為一家討債集團的一員，地下世界的債務人們稱銀河為「追到銀河系盡頭討回債務的收帳人」，將她視為恐懼的對象，但卻沒有多少人知道那名少女的過去，也幾乎沒有人對此感興趣。因此大部分的人都不知道，銀河自己也是背負著鉅額債務的債務人...
露西．普拉蒂尼（ルーシー）
聲：（韓）장미（日）無／無／前田佳織里
生日：2月28日
年齡：19歲 (本體4000歲以上)
職業：聖女 (ALTEREGO)
隸屬嚙鼠第二分隊隊員
原是4000多年前封印邪惡古龍的王女的分身，因某個事件而擁有了自我。曾經在歐洲以一己之力擊倒赫克頓蓋爾，因為未公布身分的緣故，事蹟以傳說的形式在超能力者與相關者之間流傳。
有著漫長又複雜過去的露西，為了實現誓言，從原本居住的法國偷渡到韓國，但不料被謎樣身分的敵人襲擊，最後失去意識。好不容易睜開眼的她，最後流落在廢棄島上，並從此萌生未知的「渴望」……
愛里（エリー・シナバー）
聲：（韓）김도희（日）無／無／田所梓
生日：3月2日
年齡：?歲
職業: 惡魔 (Devilish)
原Union特別清理小組特工，甦醒後暫時復職，直屬於Union新首爾分部長伊織靜並單獨行動，並於幻影之夜事件後由褚秀智引薦和嚙鼠小隊合流行動
實際出生年代是在第一次次元戰爭前，較J年紀大一些。在某次睡眠中意外覺醒使自身散發毒性的超能力，卻也害死研究所的所有人。隨後被編入特別清理小組，專門用於獵殺在次元戰爭期間不合作的特工，最後在戰爭即將結束之際被派遣至南極滅口。意外之下於瀕死之際和水珠狀的次元獸融合，但也伴隨著副作用而沉睡許久。渴望家人的她，也在軍團長「機械王」的遺產作用下遇到了新人生的轉捩點……

## Hippogriff 駿鷹小隊
僅《封印者M》與《封印者:起源》登場的小隊。
陳素美
聲：（韓）Template:김예림)；（日）
生日：8月2號
年齡：18歲
職業：高中生
興趣：是遊樂園探索。
出生在瀕臨滅亡的世界的平凡少女。
改變這個世界因果律的關鍵，與這個小女孩的命運息息相關雖然膽小，但總是鼓起勇氣努力。
貝阿特里斯
聲：（韓）{{|)}}；（日）
生日：6月13日
年齡：?歲
職業：
興趣：看電影。
出生在瀕臨滅亡的世界，是世界上最初的超能力者。
雖然看起來性格冷漠，
只是不善於待人而已。
雷納
聲：（韓）{{|)}}；（日）
生日：12月12日
年齡：18歲
職業：高中生
興趣：烹飪。
原本是活潑的性格，
在事故中失去了所有的朋友，成了安靜的性格。
雖然不太會說話，但還是積極地努力表達自己的感情。
雅娜
聲：（韓）{{|)}}；（日）
生日：2月3日
年齡：19歲
職業：
興趣：修理武器。
一出生就被父母拋棄的孤兒，在家鄉的修女院長大。
雖然心裏總是懷着憤怒和憎惡，笑容掩藏着那份心意。
阿怡飛
聲：（韓）{{|)}}；（日）
生日：5月7號
年齡：13歲
職業：小學生
興趣：讀書。
跟着父親進入古城基地的少女。
因爲很早就失去了母親，所以比誰都跟着父親。
身體虛弱，經常使用超能力的話會容易累。

## 小隊主要管理者
伊織靜
黑羊小隊管理者，現任新首爾分部長，反總長派主要領導人。主要工作是管理黑羊小隊成員的狀態，於傑拉德被討伐後臨危受命開始管理新首爾分部，卻也因為非超能力者的身分而多次被捲入致命的危機中。
訓練官
紅狼小隊管理者。參與過第一次次元戰爭的「群狼小隊」成員之一，曾在世界盡頭的祭壇直視偉大意志的真相，因而失去戰意。戰爭結束後被帕切斯管束收留，輾轉成為紅狼小隊的管理者。
維羅妮卡
紅狼小隊繼任管理者。參與過第一次次元戰爭的「群狼小隊」成員之一。在第一次次元戰爭尾聲中被軍團的總司令官阿紮賽爾附體，利用僅存的意志偏移空中戰艦航向使其墜毀。實際上並未死亡，而是被Union秘密回收並連同身上殘留的軍團長之力封印起來。其本身超能力為將超能力轉化為腦波並連接特定目標進行遠距離定點觀測的「千里眼」，同時也可以將視野分享給身邊的人。因為曾被軍團長級別的存在附體，其副作用是外觀年齡停滯不再老化。
在南極的幻影之夜事件後，決定繼承昔日戰友的信念接任紅狼小隊的管理者，因為其豐富戰績以及無私奉獻，獲得小隊成員認可並被伊織靜許可接任。
艾莉絲
夜鴞小隊管理者，Union所屬職員。負責與沃爾夫姜一起管理小隊成員們的狀態，與其他小隊合流作戰後負責的業務轉向情報彙整與收集的工作。
楊秀妍
黑羊小隊新任管理者。為伊織靜在即將上任分部長前透過遴選計畫篩選出來的實習生，因為總長試圖顛覆世界的計畫進展迅速以及黑羊小隊的業務日益繁多，因而必須提前上任。
褚秀智
嚙鼠小隊前身的召集人，出身於廢棄島，並邂逅了徹斯、未來、銀河和露西，被植入次元獸之卵「莫斯提馬」的緣故，留下希望他們作為使者好好的活下去的願望後便捨身成仁。夢想是離開島嶼見識更寬闊的世界，由於曾與軍團長「機械王」的遺產「reanimate」接觸的經驗，使得身體與機械王的資料庫連接，瀕死之際被伊斯利等人救下而得以存活，卻也因為人工心臟與遺產的作用而導致身體變為非人的存在，具有能無意識存取「機械王的裁縫間」的權限，並在不需要超能力的狀況下憑空縫製帶有各種效果的衣物。
安琪兒
由於嚙鼠小隊原召集人褚秀智在賽騰城的作戰中一度身亡，該團體流落至釜山的成員被臨時編入Union參與作戰，並正式賦名「嚙鼠」。負責該小隊與其他隊伍聯繫的管理者便是安琪兒。
閔秀賢
釜山市長閔秀浩的弟弟。在倉月青遭到不可捉摸者襲擊並落海後，與倖存的青共同行動一段時間。並在反總長派的新首爾分部前往南極時一併同行。
在由Union前任總長米歇爾引發的事件落幕後，因為業務需要而暫時同時擔任黑羊、紅狼、夜梟與嚙鼠四支小隊的管理特工。

## 群狼小隊
於第一次次元戰爭期間活躍的特工們組成，每個人都擁有超群的能力，更是在大戰末期擊倒龍之軍團的軍團長，幫助人類取下勝利。
「女王」徐智秀
外號「阿爾法女王」。李世河的母親，人盡知曉的次元戰爭英雄，由於其強大的實力受到Union戒懼，因而採取軟禁的方式將其幽禁在家中，並禁止其進行任何與封印者有關的特工業務。曾經在世界盡頭的祭壇直面偉大意志，卻未因此失去戰意。
「騎士」J
參照黑羊小隊「J」
「城堡」姜俊誠
參照小隊主要管理者「訓練官」
「主教」吉娜‧葛蕾絲
其超能力特徵是能夠操使長槍進行精確且高速的打擊，本人也能伴隨著進行超高速移動。在第一次次元戰爭中戰死，其上半身遺體被Union回收並用於培養複製人，其大腦資訊則利用遠古石板的技術轉移至複製人身上。
由於複製人製作過程使用太多生長促進相關的藥物，導致身體細胞不自然分裂並被下令盡量避免再次使用超能力。
「士兵」維蘿妮卡
參照小隊主要管理者「維羅妮卡」

## 故事角色與組織

### Union
為當今世界上最大的超能力者管理組織，在世界各地均有分部，營運目的是阻止次元獸侵入發生的災害以及維護人類的安全。
卡波克·德克斯
曾是為 UNION 組織效力的科學家，所擅長的研究領域是「次元傳送門」。
渴望力量的他，背地裡發展由「人工生成」的次元傳送門的實驗，最後得了夢寐以求的力量，他讓肉體與次元獸結合，擁有著非凡的怪力，同時還保有人類的心智，他渴望統治世界，獵殺了眾多的封印者，並企圖阻擋黑羊小隊，收覆動盪的次元之門。後來敗給黑羊小隊，被特警隊逮捕。
其能力是由無名軍團的艾茜與達斯特賦予，為具有攻擊性的力量與能夠無限制復原肉體損傷，兩面一體的能力，因為卡波克的超能力同時也會對自己造成損害，因此需要不間斷地復原身體來平衡損害。
由於心境上的轉變，卡波克將治癒能力交付給追隨自己的尤莉婭，自己則在無法復原身體的狀況下不斷使用力量，直至消逝。
宋恩伊
新首爾特警隊警督，具有超群的單兵作戰能力以及不俗的槍法，雖非超能力者卻能單槍匹馬深入敵陣作戰。與釜山市長秘書倉月青曾是同一隻傭兵小隊的隊員，暱稱對方為小青青。
傑拉德
黑羊小隊的創建者，因為擁有高效率的執行力以及出眾的領導能力受到了黑羊小隊的愛戴，然而真身卻是足智多謀且極具野心的人，是引發這次戰爭的主謀者，同時教唆恐怖份子向 UNION 宣戰的幕後黑手，伊麗娜也只是傑拉德引發這次戰爭的其中一枚棋子而已。
其真實目的是藉次元戰爭期間遺留的總司令官「阿紮賽爾」的力量驅動維繫平衡的「圓盤」來獲得審判者的力量，從而達到超脫人類與次元獸存在的力量，並藉由這股力量嚇止入侵人類次元的次元獸，以此達到和平。
哈伯‧韋斯特‧霍夫曼
Union轄下高級研究員之一，主要進行將次元獸的力量移植到人體的實驗，由於其惡行惡狀以及人體實驗的非合法性，在傑拉德死後便被伊織靜帶領的反總長派下令逮捕，雖能依靠自身才智不斷成功脫逃，最後仍在釜山自食惡果而死。
H醫生
為釜山市長閔秀浩的特約個人醫生，曾經在戰場擔任軍醫，座右銘為不論病患狀況，只要還有生命價值就必須救活。行事作風與舉手投足皆給人賢醫之風，其本名為「梅爾‧莎莉‧霍夫曼」，為「哈伯‧韋斯特‧霍夫曼」之妻，也是「次元獸神器適應」實驗「神盾」與「靈藥」的計畫主持人。最後在釜山為掩護丈夫逃亡，自願驅動「莫斯提馬」並成為高級次元獸的餌料而死。
米歇爾‧范‧坎斯卡(因為翻譯問題，台版部分文本將其稱為邁克爾)
Union總長。意圖透過人類之力顛覆全體命運，包括霍夫曼夫妻的實驗以及神器適應實驗的人造人在內都是其計畫的一環。利用無名軍團死去的高階次元獸「艾茜」的屍體，對其植入圓盤，並利用遠古石板的力量將自己的人格與記憶轉移至那副身體，達成以凡人意志掌控神之領域的目標，最後在圓盤的遴選機制下輸給李世河，並被艾茜本體的意志將其靈魂固定在世界盡頭的祭壇的另外一側，永遠直視偉大意志，無法達到死亡的真實。

### 帕切斯
擁有巨大財富以及先進科技的財團「帕切斯」掌握了崛起的機會。第一次次元戰爭後，帕切斯為 UNION 組織提供了眾多物資以及金援，甚至連醫療服務也一應俱全，但似乎並非充滿善意的舉動，帕切斯趁機招募眾多擁有次元力的非法分子，且暗地進行次元力的相關科學研究，帕切斯的真正目的似乎連 UNION 組織也沒有察覺。隨著第一次次元戰爭落幕，帕切斯也擴張到非常巨大的程度。短暫的和平並沒有抑止帕切斯的野心，為了更大的利益，帕切斯在暗地中開始裡進行各種非人道實驗，更以高價搜刮次元種的殘骸，其中也包含封印者們的屍體。禁忌的先進科技力量，終於為帕切斯創造出自己的次元特殊作戰部隊—紅狼小隊。
柯蕾婭
帕切斯高級職員，在故事中利用手段逐步攀升至社長的位置。自幼便有利用青蛙等小動物進行肢解實驗並享受的習慣。在小學時期由於一場由帕切斯主導的對次元獸用毒氣實驗，導致未能離開實驗場地學校的柯蕾婭的消化系統嚴重受創，原本醫生判定無法活過二十歲。柯蕾婭卻抱持著目睹暴露在毒氣中死去的次元獸們的樣子，想要重現那種場面的夢想加入帕切斯，並意圖一步一步完成自己的宏偉願望。
傑克
帕切斯高級職員，專長領域是機械維修與電子工程。與張美莎為情侶關係，加入帕切斯也僅是想要籌促兩人的結婚基金。在國際機場遭到貝雷塔旅團脅持並受到生命威脅後，聽命紅狼小隊與薇歐莉特的指示，轉而開始協助反總長派勢力。

### 貝雷塔旅團
伊麗娜
來自東歐國家的十八歲少女，同時也是位封印者，具有領導魅力的「貝雷塔旅團」副隊長，並率領其成員襲擊國際機場，在二十年前，東歐一帶因為次元戰爭的影響嚴重荒廢化了，部分強國藉由這個機會，以次元種襲擊為藉口，對周邊東歐的小國家進行強制合併，但小國對於強國的合併政策都大有反感，幾年前傑拉德指揮的封印者部隊鎮壓東歐恐怖分子，確實減少了恐怖分子的勢力，但被瓦解的恐怖分子被這名少女重新整頓成現今的「貝雷塔旅團」。
伊萬諾夫
形式上雖然是貝雷塔旅團的隊長，但整個組織是由別人負責的，幾年前為了奪回屬於自己的家園，在俄羅斯聯邦跟宋恩伊一起對抗過恐怖分子，但是宋恩伊脫隊之後他們的部隊就全滅了，最後也失去了家園，在此之後做了超能力強化手術，並為了奪回自己的家園加入了貝雷塔旅團。

### 紅蠍小隊
活躍於上一次次元戰爭時期的隊伍，現已解散
張美莎
前紅蠍小隊特工，原本為時任總長米歇爾的直屬特工，在得知愛人傑克目前的處境後轉而協助來到釜山的反總長派勢力作戰。其身體素質強大，並具有強大的蠻力。
不可捉摸者
突然出現在釜山，並具有幻形為其他人面貌能力的超能力者。平常會裝備與釜山特警隊款式相同但顏色是黑色的昆蟲形裝甲。其真實身分是前紅蠍小隊特工，唯一的目的僅是利用挑播間隙來讓世界再次陷入戰火。

### 釜山市
釜山在上一次次元戰爭中因為超能力者的作戰導致的破壞而損失慘重，但釜山市均相當尊重以一己之力抗衡巨大次元獸的群狼小隊特工J，並尊稱其為「阿爾法騎士」。從市長到市民均有共識地建立起一整套無須仰賴特工就能自衛的系統，其中最自豪的便是利用次元獸殘骸開發而成的特警隊裝甲，能使沒有超能力的普通人類暫時使用裝甲提供的超能力作戰。此外釜山市也設有先進的醫療群落「賽騰城」。
閔秀浩
現任釜山市長。以熱愛釜山的赤誠之心聞名，在第一次次元戰爭期間因為特工造成的破壞間接導致器官功能不全，必須永久接受服藥治療。與釜山市民站在相同立場，雖然厭惡使用超能力消滅次元獸的特工，卻對「阿爾法騎士」J相當地敬仰。為了擺脫必須使用超能力才能擊退次元獸的困境，與其他組織一同開發利用次元獸的外骨骼做為裝甲的裝備，並將其作為釜山特警隊的裝備發派下去。
倉月青
釜山市長的專用秘書，具有對其主人的絕對忠誠。曾與宋恩依共同任命於傭兵小隊中，對於宋恩依日常的性格相當不滿，總是稱其為白色惡魔，但仍認為她是值得尊敬的對手。
在反總長派勢力調查不可捉摸者的行動時，意外被不可捉摸者調換，並被扔進海中，所幸並未喪命，目前轉而服侍主人的弟弟閔秀賢。
許由美
釜山市賽騰城特警隊醫療兵。雖然體弱多病，卻未曾放棄救助他人的心意，曾經想要接受能穿上特警隊裝甲的改造，但無法接受將莫斯提瑪植入體內的作法而作罷。
歐梅嘉騎士
由Union對J長年的人體實驗製造出來的複製人造人，能夠將J原本的火焰超能力運用自如。但因為並非以正常方式成長，因此壽命較常人短，為了拯救在記憶中身為自己姐姐的吉娜‧葛雷絲，自願將超能力交回給J，復原阿爾法騎士的同時，迎接自己的死期。

### 赫德嘉機構
由Union副總長，赫德嘉弗里德里希私下組建的組織。
赫德嘉弗里德里希
原Union副總長，為Union勢力動盪期間少數不支持原總掌米歇爾的派系，立場與態度相對較支持徐智秀，但礙於這類意見為少數派，因此只能私下行動。
尤莉婭
原辛強高中學生，因為其嫉妒心而與艾茜和達斯特合作，在即將化為次元獸之際被黑羊小隊救下，隨後被Union關押。在關押期間受到卡波克的福音影響，成為其忠實的信徒，卡波克也將無限治癒的能力轉移給尤莉婭。
在卡波克犧牲自我協助黑羊和紅狼的進攻突破破口而消逝後，擔當起率領卡波克部隊的任務，並接納了遭到伊莉娜捨棄的卡蜜拉。隨後接受赫德嘉的邀請，將卡波克部隊納入赫德嘉機構成為秘密小隊。
歐陽俊逸
出現在江南一帶，身分不明的黑市商人，實際身分為超能力者，但患上了超能力喪失症。在赫克頓蓋爾復活的事件後，開始以自身力量搜尋幕後主使者，並以臥底的身分加入貝雷塔旅團，但在尋獲真相前被識破，因而只能開始逃亡，並在紐約與意外墜落的黑羊與紅狼會合。
傑拉德事件落幕後，輾轉在世界各地暗中行動，最後接受赫德嘉的邀約，加入其秘密組建的組織，成為隊長。
卡蜜拉
原為Union用來進行人體電機實驗的超能力者，因而對特工們懷有相當的恨意，在貝雷塔旅團期間，相當信任且依賴伊莉娜，但在黑羊與紅狼的合力進攻下，遭到伊莉娜以沒有利用價值拋棄。空中飛艇被傑拉德擊落後便不知所蹤。
事實上是被同樣失去親信的尤莉婭收留，並將自己對於伊莉娜的依戀轉移到尤莉婭身上，之後跟著尤莉婭和卡波克部隊一同被併入赫德嘉機構中。

### 次元獸勢力
次元獸是由人類對於從外部次元入侵的物種所取的稱呼，並非所有次元獸均對人類抱持惡意，其中也有意圖幫助人類，或是以觀察的方式暗中協助的存在。
偉大意志
為次元獸所有軍團的統領，無法名狀、描述與觀測的存在。創造了人類與次元獸等「現實」的根基，在抉擇之際選擇了有較強生存能力的次元獸，並決定毀滅人類。也是使傑拉德與米歇爾決定不擇手段犧牲人類來使物種存續的最根本原因。
路西法
為「偉大意志」身邊的原首席軍團長，被其他次元獸稱為「拂曉之星光」。其實力僅於一人之下，萬人之上，卻注視了人類的發展，並將其力量固定在人類一側來形成次元壓力差，讓原生於外部次元的次元獸無法輕易進入人類次元。其力量凝聚而成的「圓盤」則是賦予人類超能力的根源。
在南極盡頭的守護者祭壇製造了命運之門，並將其設定為控制次元之門的機關，阿紮賽爾在第一次次元戰爭期間開啟命運之門時，將「不死殺害」的力量賦予徐智秀，使其擁有能殺死「不死的狂風」的能力，並最終將阿紮賽爾殺死。
原本將徐智秀視為代行自己意志的其中一名「大行者」，但由於徐智秀豪放不羈的性格，路西法反過來被要求成為其戀人，並在超越物種的關係下，使徐智秀誕下了李世河。為了使其他軍團長無法認出李世河的身分，將李世河身上的情報完全掩蓋，在李世河與米歇爾決戰後，無法逃離守護者祭壇時，現身於李世河面前，並告知上述實情，請李世河代為轉達對於徐智秀永恆的愛，隨後將李世河送回南極，自己則繼續履行身為守護者的責任。
阿紮賽爾
第一次次元戰爭的次元軍團總指揮官，為了證明自己擁有不亞於拂曉之星光的實力而好急於功，在戰爭尾聲被群狼小隊討伐，瀕死之餘把靈魂轉移至維羅妮卡身上，並在傑拉德的計畫下成為容納圓盤的靈魂容器，最後被以圓盤覺醒超能力的休格反轉並驅逐至外部次元，使傑拉德的計畫失敗。
達斯特
與艾茜是雙胞胎姊弟，由高階且稀少的次元獸化身而成，少見的外觀與人類相似的種類。雖然外觀年幼，但他們所擁有的力量遠無法估計，是賦予卡波克力量的源頭，在黑羊小隊的行動中，時常給予卡波克協助。但對於人類的進攻也僅是抱持著觀望態度。
實際上曾經在上一次次元戰爭中與徐智秀交手，對方釋出的全力一擊雖未能殺死達斯特，卻也令其重創，並使意識與肉體分裂，產生了自己的雙胞胎弟弟艾茜。
並不認同人類所賦予的稱呼「次元獸」並向人類宣告其軍團是「無名軍團」。
在艾茜遭到討伐後一度變得相當失落，但根據其與艾茜本為共體的連結，意識到米歇爾已對艾茜的身體進行改造，並對其相當憤怒，進而重返南極並與火焰教團聯手，意圖剷除人類與米歇爾勢力，以洩心頭之憤。
雖成功回收因為徐智秀而被艾茜分走的力量，但為了阻止米歇爾的力量凌駕於軍團長之上，利用自身意識與艾茜無法共存的特性，使自己被討伐，並讓艾茜的意識復原，進而成功奪取「另一個路西法」的控制權。
艾茜
與達斯特是雙胞胎姊弟，實際上是因為徐智秀的全力一擊而從達斯特身上分裂出來的共體。
遭到人類討伐後，其屍體被 Union 回收，並被時任總長米歇爾利用先前進行的實驗成果改造，最終成為能夠完整接納圓盤的「另一個路西法」的軀體。
在達斯特意識到兩人的意識終究無法在同一身體裡共存後，達斯特使盡力量決戰並被討伐，並讓艾茜的意識得以復歸，將佔據自身軀體的米歇爾的靈魂抽出，固定在祭壇的另外一側永遠直視偉大意志。
在協助李世河關閉命運之門時遭到偉大意志的排斥，使肉體完全燃盡而消逝。

### 火焰教團
為一群崇拜軍團長「火焰王」的人類組成，原與時任總長米歇爾有同盟關係，在米歇爾勢力敗退後開始執行自己的計畫。並奪取了露西的本體──封印了提亞馬特的聖女遺體。
「火焰王之女」
本名不詳，為火焰王教團的最高領導人。統領著大規模的教團軍隊，並透過各種包括「火焰洗禮」在內的方式一點一滴在人類世界散播自己的影響，試圖代替偉大存在完成目標。
江臨
效忠於「火焰王的女兒」的高階領導人，接受過超能力改造而得以發揮不亞於特工甚至是次元獸的破壞力，具有和金徹斯類似的「心眼」能力。在南極的幻影之夜事件中暫時與達斯特結盟，在確認對方失去利用價值後隨即捨棄。
田宇治
教團中的處刑部隊的隊長，具有和金徹斯類似的「心眼」能力，可以預測並閃躲甚至是進一步干涉對方的行動，經過超能力改造手術以及達斯特的力量增幅後使其能力更上一層樓。
在南極的行動失敗後，瀕死的他被帶回教團本部，並被「火焰王的女兒」使用能力恢復並變形，永遠囚禁在無法自由行動的軀體中體驗痛苦的極刑。

### 夢幻劇場
由偉大意志的同等存在「D伯爵」所掌管，根據其意志，夢幻劇場僅會邀請適合的對象進入，並利用夢境來觀察這些存在的感想。因為次元獸是由偉大意志所創造，因此並不認同自己也必須被劃入次元獸的範圍內。
D伯爵
位於另一個位面，掌管存在幻想、非現實等「夢幻」的根基，與偉大意志處於對立面。對於人類等生物僅抱持著好奇與觀察的心態，並以各種方式邀請特工進入精心布置的劇場體驗各種現實未曾發生的「IF」故事。
杜格娜&瑪格娜
D伯爵的手下，對D伯爵具有絕對忠誠，兩人互為姊妹關係，並時常處於競爭狀態。由於是夢幻所創造的存在，並不會面臨真正意義上的死亡，受傷的再怎麼嚴重都能被D伯爵修復。只是偶爾會因為受傷得太嚴重而必須清除一部份的記憶。

### 新首爾
韓秀珍
黑羊小隊成員「徐維莉」的母親。相當疼愛自己的孩子，對於維莉為了維持家計而到Union擔任特工相當擔心。職業為記者，在新首爾發生的類似幻影之夜的事件中被疑似火焰教團的信徒接觸。

## 軍團長

### 「暴食」蒼蠅王‧伯爾戴布
伯爾戴布為偉大意志其中一名軍團長。暴食軍團的特徵為具有數量遠超其他軍團的低階士兵，藉由近似吞食的方式不斷侵蝕併吞目標，最終達成侵略的目的。
在確認到次元戰爭期間人類擊倒了龍之軍團的前軍團長的事實後，開始對人類產生興趣，這份興趣很快地轉化為多慮，並使暴食軍團的高階戰力發生本質的轉變。
基於至高圓盤的影響，伯爾戴布的手下無法直接穿越次元門來到人類次元，因此將其存在逆轉退化回卵的樣子，藉此抵抗穿越次元時出現的巨大次元壓，從而成功進入人類次元，這些卵被命名為「莫斯提馬」，被Union發現後利用其技術開發出各種不同於人類的科技。
由於其思想與夢幻劇場產生交纏，使得伯爾戴布的想法在夢幻劇場具現化，並讓特工透過夢境目睹和子嗣們戰鬥的場景。
舒菲德
伯爾戴布的夢境中的其中一名子嗣，在夢境中為與現實有著細小偏差的存在。
現實的舒菲德則是在廢棄島上因為「莫斯提馬」誕生，最終被徹斯等人擊退。
暮斯卡
伯爾戴布的夢境中的其中一名子嗣，具有與現實類似的起源，其生存目的便是不斷地與強者對決並取勝，為此不斷地強化自己的實力，但這個行為與暴食軍團重量不重質的生存方式背道而馳。
現實的暮斯卡是從受到H博士偷襲並注入莫斯提馬的蔡祐民警督體內誕生，對於蔡祐民瀕死前的掙扎抱有敬佩之心。
德瑪托比亞
伯爾戴布的夢境中的其中一名子嗣，富有謀略與爭鬥的意志，但其計算方式僅算入個體戰力，未能算到人類的堅韌意志的她在夢境中被擊敗。
現實的德瑪托比亞是H博士在走投無路之際向自己注入最後一個莫斯提馬轉化而成，由於轉化過程過於迅速的關係，德瑪托比亞的意志一度受到H博士影響而陷入混亂。

### 「縱慾」深海之王‧阿斯莫德
阿斯莫德為偉大意志其中一名軍團長。深海軍團的特徵為利用不斷擴張的海域將目標全部收入其中，再利用能力將其同化或是奴役，由於其無止盡的慾望，因而被D伯爵命名為「縱慾」。
由於阿斯莫德的行動使夢幻劇場本身確實受到影響，進而被D伯爵下達逐客令並拒絕接待。
現實的阿斯莫德探查到愛里身邊的水滴的存在後，在另一個路西法開啟通往外部次元的通道時一併來到人類次元，並試圖分離愛里與水滴，將水滴身上的力量據為己有。
波洛芙
阿斯莫德的其中一名手下。希望能找到真正能一起玩的朋友，但因為其強大的實力，導致接近的目標無法承受力量而死亡，此時波洛芙便會繼續尋找下一個目標繼續達成自己的願望。
現實中的波洛芙與機械王的其中一名手下「安娜貝爾」結盟來到賽騰城，未料遭遇愛里，並發現愛里身邊的水滴與自己有相似的力量，因此將愛里視為自己的朋友，且被愛里說服，朋友並非只有單一種相處方式，只要能心靈相通就是最好的朋友。雖協助賽騰城抵抗了安娜貝爾的進攻，卻也受到汙染超能的影響，在能保留自己的意志的最後一刻選擇自滅來保護愛里與賽騰城的安全。
戴維約翰
阿斯莫德的其中一名手下。名字取自現實中文藝復興時期的歐洲航海家。個性相當豪邁，興趣是遨遊四處尋找寶物，寶物不限於實物或活人，並將其收入囊中。
蘿蕾萊
阿斯莫德的其中一名手下。透過歌聲來魅惑聽眾，將他們收入自己的麾下，目睹了阿斯莫德將人類淹沒後再轉化為深海軍團的行為後便不再歌唱。

### 「怠惰」機械王‧貝爾菲格勒
貝爾菲格勒為偉大意志其中一名軍團長。事實上是被製作出來的，具有感情的必殺兵器。在日積月累的毀滅中，機械王進化出觀察生物情感的慾望，並創造出「艦隊管理者」安娜貝爾用於觀測生物在不同情況下死亡的反應。並抽出自身零件先後製造「格莫瑞」與「格莫莉」。因為這些行為導致的計算偏差，因而被D伯爵命名為「怠惰」
在D伯爵利用特工先後擊退伯爾戴布和阿斯莫德後，使偉大意志感到不悅，因此派出貝爾菲格勒前往討伐，其自身明確知道與D伯爵的實力差距，因此採用不斷攻擊同一點的方式來使D伯爵輕忽進而造成傷害，最後在特工對於格莫莉的策反下遭到擊退，撤退回偉大意志的領地。
格莫莉
貝爾菲格勒使用自身零件賦予生命後製造出來的「二號機」，具有獨立思考的能力，卻對於貝爾菲格勒的思想無比忠誠，原以為自己透過指令控制了特工進行破壞，卻發現僅是在對付貝爾菲格勒之於還有空觀察戰況的D伯爵對自己設下的夢境。無法理解格莫瑞脫離機械軍團生活的動機，但透過夢境理解了自己還有追尋存在價值的意義，因此答應僅一次協助開啟通往機械王中央控制室的道路，協助特工擊退機械王。
安娜貝爾
貝爾菲格勒的其中一個造物，也是機械軍團的艦隊指揮官，被創造後被賦予了「觀察生物生存的樣貌」的指令，因此會用各種方式對生物進行大範圍實驗，並觀測他們在生命的終點的樣貌。
現實的安娜貝爾曾在第一次次元戰爭期間入侵，當時留下了艦隊所屬的「原始之輪」，後被人類逆向研究製造出多輛效能不及原型卻仍遠超當時人類科技的複製品。
由於褚秀智長期接觸「reanimate」並因為莫斯提馬死亡而接受人工心臟移植，導致身體獲得直接連通機械王的裁縫室的權限。這之後因為D伯爵與愛里的關係而從夢境中甦醒，使這個能力被投放到現實。觀察到此現象的安娜貝爾使用備用身體來到人類次元，打算回收褚秀智來確認此現象發生的原理，最後被愛里一口氣毀掉所有備用身體而不得不撤退。
洛夫克拉夫特
機械軍團工廠的管理者，在IF世界線中利用科技優勢壓制Union並殺死霍夫曼，復活其大腦並為其所用，但霍夫曼的瘋狂個性卻反過來使整個工廠陷入瘋狂。
格莫瑞
貝爾菲格勒使用自身零件賦予生命後製造出來的「一號機」，不認同機械軍團的理念，認為研究者就該自由自在的活著。最後被機械軍團放逐，離開領地並索居在杳無人煙的地方。基於其不同於一般次元獸的個性，對於人類並沒有敵意，在徐智秀誤入外部次元時便是格莫瑞提供協助讓她得以存活。在Union研究員阿拉蕾研究超能力者獨有的PNA並陷入瓶頸時，格莫瑞便會以各種方式提供協助。雖然被評價為危險的存在，但也逐步使用自己的方式獲得人類的認同。

### 「嫉妒」野獸王‧貝西摩斯
貝西摩斯為偉大意志其中一名軍團長。在次元戰爭期間並未協助其他軍團參與入侵人類次元的作戰，因而使野獸軍團遭到其他軍團的不平等對待。堅信在大平原上唯有遵循食物鏈的「法則」才能生存下去，雖對於其他軍團入侵野獸軍團領地並將其子民綁走作為寵物或是作戰用工具相當不滿，但因為先前未配合戰爭的緣故，在心裡兩消。
由於野獸軍團領地發生大火，導致遵循「法則」的植物為了求生而四處蔓生，使部分次元獸入侵夢幻劇場，使D伯爵相當不滿，要求其與特工進行對決。
事實上，貝西摩斯是龍之軍團前代軍團長「赫克頓蓋爾」的弟弟，由於龍之軍團僅能讓一個存在成為至高無上的龍，無法得到軍團長銜位的弟弟便離開群體，為了獲得自己的軍團，他流浪到了無主的大草原，並透過自身實力居於頂點，成為大草原的王。
但是，各軍團僅是將大草原作為工具利用，他為了得到真理而攀上了擎天柱，向雅泰貝奧循得，大草原上僅有能維繫子民生存的方式才是真正的法則，就算必須被壓榨至死，那也只能順從，若想成為真正的王，那麼，「你啊，守護法則吧。」
從那天起，野獸王不再殺戮，僅狩獵生存所需最低限度的食物，關閉了軍團們用來娛樂的鬥獸場，劃清領地界線，拒絕其他軍團繼續干涉領地。雖招致其他軍團的不滿，但卻讓偉大意志投來目光，並阻止自己的庭院被破壞。
在領地遭受大火，法則備受挑戰並瀕臨崩潰之際，聽取了曼提克諫言的貝西摩斯決定再次開啟鬥獸場，並召集一半的子民前來參與。但野獸王所做的並非殺戮，而是奉獻自己的身軀讓子民啃食，藉此解除法則所遇到的危機。
在釐清罪魁禍首便是與火焰軍團勾結的曼堤克後，野獸王決定履行自己與D伯爵的諾言，與代理人進行決戰，並道出只要自己戰敗，此敗便是受到夢幻的主人懲處而敗亡，新任野獸王仍必須遵循法則，守護大草原生存下去。
愛貓神
野獸王領地「大沙漠」的住民，生存目標是當上新任野獸王。實際上是前任野獸王與其他軍團長爭鬥後所遺留的碎片，被貝西摩斯用獠牙注入生命後獲得新生，貝西摩斯抱持著希望能讓這個新生命得到前代軍團長的力量而將其扶養長大，雖然說著想挑戰並戰勝貝西摩斯成為野獸王，但打從心底相當尊敬遵循並奠定「法則」的貝西摩斯。
雅泰貝奧
生長於野獸王領地「擎天柱」的巨大植物，也是領地內所有植物的統領者。遵循著貝西摩斯建立的「法則」生存著，在領地發生大火時將生長範圍擴張到領地外，以求更多生存空間，此舉導致夢幻劇場受到影響，使貝西摩斯派出愛貓神前往夢幻劇場幫助收拾殘局。
曼堤克
在次元戰爭期間嚐到人類的滋味，致使它的性格愈發瘋狂地想再次品嘗人類，因此積極地參與戰事，此舉違背了野獸王定下的中立立場，因此被野獸王賦名以示其曾經犯下的過錯，並放逐至領地外，使其獨居在冰冷的山窟內。
因應領地大火，向野獸王諫言在領地內屠殺，藉此減少領民們生存的壓力，並增加食物的來源，便能夠讓大草原繼續遵循「法則」運轉。
貝西摩斯將其放逐的本意是讓他反省並恢復本性，但因為他對貝西摩斯的憎恨，使他與其他軍團合作，並在野獸王領地縱火，導致後續一連串事件發生。
在貝西摩斯以自己的身體作為大平原存續的糧食後，被貝西摩斯以「必須遵守大平原的法則」為枷鎖束縛，成為新任野獸王。

### 主教王‧梅菲斯
具有能夠操弄精神甚至掌控意識的能力的軍團長，受到火焰王的挑撥，認為自己能代行偉大意志完成終極目標，因此利用自己的能力策反深海王的幹部，控制前任暴食王的大量軍隊，為自己建立無堅不摧的勢力，雖然無法進入野獸王統治的大平原，但手下的軍隊已在偉大意志底下獨霸一方。
眼見軍團長勢力平衡崩潰，偉大意志派遣機械王前去討伐梅菲斯，由於機械王的軍隊並沒有精神或意志，梅菲斯的招數完全無法管用，進而被機械王封印至特製的深淵中，剝奪大部分的力量後永遠無法逃離，梅菲斯也反過來對機械王降下詛咒，使其漸漸產生自我意志。
睡魔
梅菲斯利用深淵之底的沙子製作出來的僕從，被梅菲斯稱為「祭司」，負責宣揚梅菲斯被機械王討伐之前的光榮事蹟，並輔佐米斯莉進行梅菲斯的任務。
米斯莉
由梅菲斯製造出來的工具，雖然個性強勢，但行為卻與個性有著相當的反差。會透過睡魔的協助來入侵其他生物的夢境，並在夢境中獲取靈魂來為梅菲斯補充力量。
實際上當梅菲斯知道機械王是將自己封印在無底深淵時便放棄了逃生的希望，製造出米斯莉也僅是用來滿足自己對靈魂的渴望，會將吸食過靈魂的米斯莉放入塑像中加熱並搖晃，根據睡魔的說法，梅菲斯的行為就像人類對於酒精的上癮症狀，而米斯莉只是用來收集解癮物的容器。
米斯莉認為靈魂的味道相當難以入喉，但為了努力完成梅菲斯回歸偉大意志的目標，還是會盡力地達成自己的任務。